# (4955) Gold
(4955) Gold (1990 SF2) – planetoida z pasa głównego asteroid okrążająca Słońce w ciągu 5,6 lat w średniej odległości 3,15 j.a. Odkryta 17 września 1990 roku.